# Lutzia
Lutzia es un género de mosquitos. Fue descrito en 1903 por Frederick Vincent Theobald, Incluye especies con larvas predatorias. La especie tipo es Lutzia bigoti.

## Bionomía
El género incluye dos especies con distribución en el neotrópico, cuatro en Asia y Australasia, uno en la ecozona afrotropical, y uno en las Islas Ogasawara en Japón.
Los experimentos de laboratorio sobre la depredación por parte de Lutzia (Metalutzia) fuscana en condiciones áridas mostraron que se alimenta principalmente de larvas de Aedes aegypti y, en menor medida, de larvas de Anopheles stephensi y Culex quinquefasciatus, con un consumo diario promedio de 18 a 19 larvas por día, lo que sugiere que en las condiciones adecuadas, podrían ser útiles para reducir la reproducción de mosquitos domésticos en ambientes desérticos donde, debido a la escasez de agua. fuentes, los mosquitos vectores deben compartir las zonas de reproducción disponibles.

## Subgéneros y especies
Subgéneros y especies en la lista de Walter Reed Biosystematics Unit:
- Subgénero Insulalutzia Tanaka
  - Lutzia shinonagai (Tanaka, Mizusawa y Saugstad)
- Subgénero Lutzia Theobald
  - Lutzia allostigma Howard, Dyar y Knab
  - Lutzia bigoti (Bellardi) (sinónimos L. brasiliae Dyar, y L. patersoni Shannon y Del Ponte)
- Subgénero Metalutzia Tanaka
  - Lutzia agranensis Singh y Prakash
  - Lutzia fuscana (Wiedemann) (sinónimos L. concolor Robineau-Desvoidy, L. luridus Doleschall y L. setulosus Doleschall)
  - Lutzia halifaxii (Theobald) (sinónimos L. aureopunctis Ludlow, L. multimaculosus Leicester y L. raptor Edwards)
  - Lutzia tigripes (de Grandpre & de Charmoy) (sinónimos L. bimaculata Theobald, L. fusca Theobald, L. maculicrures Theobald, L. mombasaensis Theobald y L. sierraleonis Theobald)
  - Lutzia vorax Edwards